# Harrouni
Cette page présente le nom de famille Harrouni ainsi que ses variantes.
Harrouni (el) (arabe الحروني) est un patronyme marocain. Le nom peut être écrit différemment en raison de sa latinisation. 

## Étymologie
Le nom désigne la descendance de Haroun ben cherif, frère du Sultan Moulay Ismaïl et fils de Moulay cherif ben ali.

## Sources
1. ↑  Le monde marocain du 9 février 1972.